# The Cardboard Box
Pour plus de détails, voir Fiche technique et Distribution.
The Cardboard Box est un film britannique réalisé par George Ridgwell, sorti en 1923. Il est inspiré d'une nouvelle de Les Mémoires de Sherlock Holmes (1894), d'Arthur Conan Doyle.

## Synopsis
Sherlock Holmes enquête sur une boîte en carton contenant deux oreilles, qu'a reçue Susan Cushing.

## Fiche technique
- Titre original : The Cardboard Box
- Réalisation : George Ridgwell
- Scénario : Geoffrey H. Malins, Patrick L. Mannock, d'après la nouvelle La Boîte en carton d'Arthur Conan Doyle
- Direction artistique : Walter W. Murton
- Photographie : Alfred H. Moise
- Montage : Challis N. Sanderson
- Société de production : Stoll Picture Productions
- Société de distribution : Stoll Picture Productions
- Pays de production :  Royaume-Uni
- Langue originale : anglais
- Format : noir et blanc — 35 mm — 1,37:1 — Film muet
- Genre : Film policier
- Durée : 2 bobines
- Date de sortie :
  - Royaume-Uni : mars 1923

## Distribution
- Eille Norwood : Sherlock Holmes
- Hubert Willis : Docteur Watson
- Tom Beaumont : Inspecteur Lestrade
- Hilda Anthony
- Johnny Butt : James Browner
- Eric Lugg : Alec Fairbairn
- Maud Wulff